# Victoria (Minnesota)
Victoria es una ciudad ubicada en el condado de Carver en el estado estadounidense de Minnesota. En el Censo de 2010 tenía una población de 7345 habitantes y una densidad poblacional de 289,85 personas por km².

## Geografía
Victoria se encuentra ubicada en las coordenadas 44°51′50″N 93°39′22″O / 44.86389, -93.65611. Según la Oficina del Censo de los Estados Unidos, Victoria tiene una superficie total de 25.34 km², de los cuales 20.74 km² corresponden a tierra firme y (18.15 %) 4.6 km² son agua.

## Demografía
Según el censo de 2010, había 7345 personas residiendo en Victoria. La densidad de población era de 289,85 hab./km². De los 7345 habitantes, Victoria estaba compuesto por el 95.59 % blancos, el 0.5 % eran afroamericanos, el 0.08 % eran amerindios, el 1.99 % eran asiáticos, el 0.01 % eran isleños del Pacífico, el 0.3 % eran de otras razas y el 1.52 % pertenecían a dos o más razas. Del total de la población el 2 % eran hispanos o latinos de cualquier raza.